# Cosmisoma militaris
Cosmisoma militaris là một loài bọ cánh cứng trong họ Cerambycidae.